# Ždánov (zámek)
Ždánov je zámek ve stejnojmenné vesnici v okrese Domažlice v Plzeňském kraji. Postaven byl v letech 1728–1731 řádem augustiniánů, kterému patřil až do roku 1787. Od devatenáctého století jej vlastnili světští majitelé a ve dvacátém století v něm hospodařilo místní jednotné zemědělské družstvo. Zámecký areál je chráněn jako kulturní památka.

## Historie
Ždánovský zámek vybudovali v letech 1728–1731 augustiniáni z pivoňského kláštera. Až do zrušení konventu v roce 1787 fungoval jako letní sídlo pro hosty a zázemí pro úředníky dvora. Po roce 1787 byl dvůr ve správě náboženského fondu, od kterého jej roku 1800 koupil advokát Leonard Stöhr z Prahy. Roku 1838 dvůr se zámkem patřil továrníkovi Antonínu Pangratzovi a roku 1843 statek včetně vesnice koupil Leopold Thun-Hohenstein, který jej připojil k poběžovickému panství.

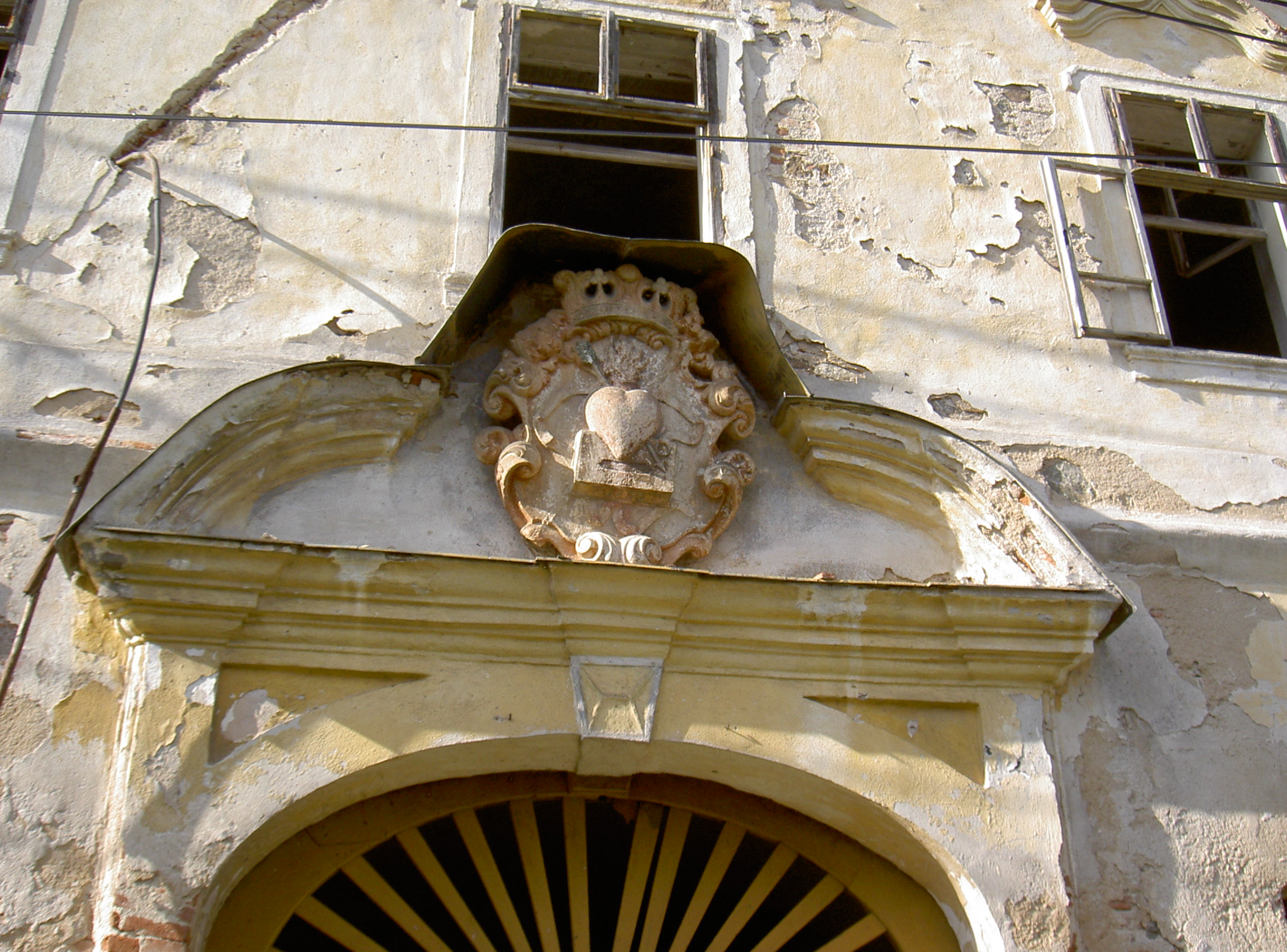
Štít se znakem nad vstupním portálem

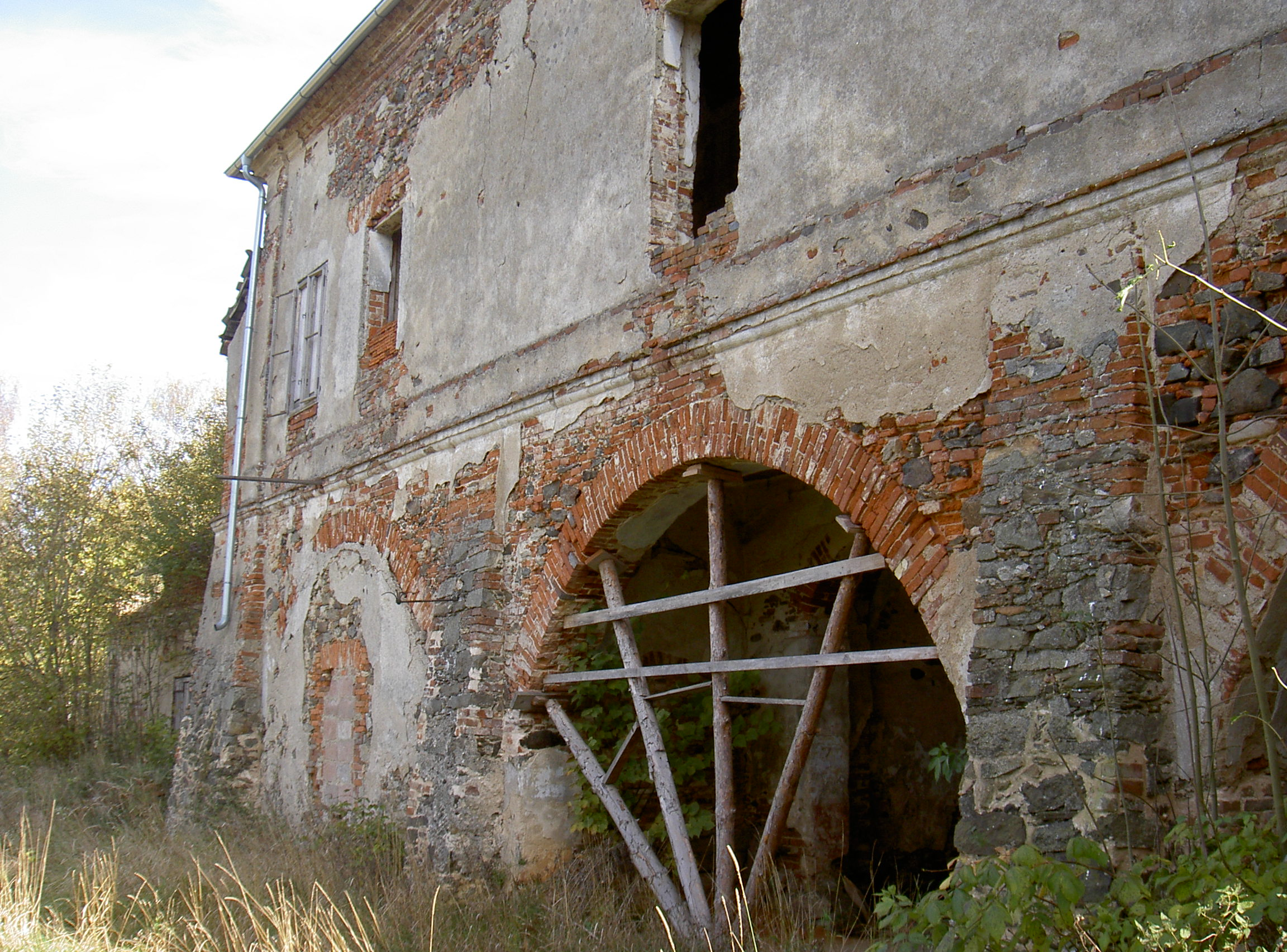
Nádvorní strana zámku

Celý poběžovický velkostatek roku 1864 koupil rod hrabat z Coudenhove, kterým patřil až do dvacátého století. Až do konce devatenáctého století se v zámeckém dvoře vyrábělo bílé kameninové zboží. Po druhé světové válce prostory zámku využívalo jednotné zemědělské družstvo, které jej v letech 1961–1962 upravilo ke kulturním účelům. Po roce 1990 zámek zchátral, ale v roce 2019 byla opravena střecha.

## Stavební podoba
Zámek je barokní jednopatrová budova s obdélným půdorysem. Dominantou vstupního průčelí je polokruhový portál s archivoltou a rozeklaným segmentový štítem, v jehož středu se nachází znak. Fasáda je mezi přízemím a prvním patrem rozdělená římsou. Okna v patře mají zvlněné stříškovité nadokenní římsy. Přízemní místnosti jsou zaklenuté křížovými a valenými klenbami. K památkově chráněnému areálu patří také dvě dochované budovy chlévů. K severní straně dvora přiléhala okrasná francouzská zahrada .